# Лангерар
Лангерар (нід. Langeraar) — село в нідерландській провінції Південна Голландія. Входить до муніципалітету Нюкоп.